# 太田静子
太田 静子（おおた しずこ 1913年（大正2年）8月18日 - 1982年（昭和57年）11月24日）は、滋賀県出身の歌人、作家。太宰治の愛人の一人。『斜陽』に材料を提供したことで知られている。
作家の太田治子は、太田静子と太宰治の娘。

## 人物

### 生い立ち
滋賀県愛知郡愛知川町（現：愛荘町）にて、開業医太田守・きさの四女として誕生。実家は九州の大名の御典医の家系。叔父（きさの弟）は大和田悌二（逓信省次官で、退官後日本曹達社長、日本電信電話公社経営委員長）。愛知高等女学校（現・滋賀県立愛知高等学校）卒業後、東京の実践女学校家政科に進む。直後から口語短歌を作り、逗子八郎が主宰する「短歌と方法」に入る。1934年（昭和9年）、口語歌集『衣裳の冬』を芸術教育社から刊行。
文学青年だった実弟太田通の勧めで内密に国文科への転科手続を進めていたが、郷里の父母に露見して叱責を受け、1年の中途で実践女学校を中退。父母による帰郷要請を拒んで東京に残り、弟と同居しつつ前衛的な詩歌や小品文を創作。傍ら、画塾や琴の稽古にも通った。このころ、フランス帰りで38歳になる独身の画家と恋をしていた。
1938年（昭和13年）5月、父が死去。その後母子で実弟をたよりに上京、11月、実弟太田武の東芝の同僚で友人の計良長雄と結婚。1939年（昭和14年）11月、長女満里子を産むも、1ヶ月足らずで早世。
1940年（昭和15年）2月、協議離婚。

### 太宰治との出会い
洗足の実家に帰ったとき、太宰の愛読者である弟通の勧めで太宰の『虚構の彷徨』を読む。1941年（昭和16年）、長女の死にまつわる日記風告白文を太宰に送ったところ、思いがけず「お気が向いたら、どうぞおあそびにいらして下さい」という返事が届く。同年9月、2人の女子大生と共に東京三鷹の太宰宅を訪問。12月15日、太宰から電報で呼び出される。既婚者の太宰と恋に落ちる。
太宰との関係が深まるにつれて太宰夫人・美知子から疑惑の目を向けられるようになったため、太宰の窮余の一策として、太宰の門人・堤重久との逢引を世話されたこともあるが、静子は「結婚を考えない男の方とおつきあいしたくない」と拒絶した。
1943年（昭和18年）秋、家主の加来金升の親友であった叔父悌二の紹介で神奈川県足柄下郡下曾我村（現・小田原市）の山荘「大雄山荘」に疎開。
1944年（昭和19年）1月10日から13日まで、太宰は熱海のホテルに泊まり、脚本家と共に映画『佳日』の脚色に当たる。帰途、太宰は大雄山荘を訪れ静子と再会。

### 戦後
1947年（昭和22年）1月6日、三鷹の太宰の仕事部屋を訪れる。小説の題材として日記の提供を依頼され、「下曾我までおいでになったら見せます」と返答。2月21日から2月24日まで太宰を下曾我に迎える。約束通り日記を提供、この日記が『斜陽』の材料となった。このとき太宰の子を受胎する。
同年5月24日、生まれてくる子の相談で通と共に三鷹の太宰宅を訪問。太宰からの冷たい態度に傷つき、自分に接近してきたのは小説の材料だけが目当てだったのではないかとの疑念を抱く。このとき、山崎富栄と鉢合わせする。5月25日、肝心の相談から逃げまわる太宰の態度に対して涙ながらに抗議。静子をモデルに描いた太宰作の油絵を贈呈されて下曾我に帰る。この日が、生きた太宰を見た最後となる。
同年11月12日、太宰の子（太田治子）を出産。11月15日、弟・通が三鷹を訪れ、太宰に新生児の命名と認知を願い出る。太宰は「この子は／私の可愛い子で／父をいつでも誇つて／すこやかに育つことを念じてゐる」との認知書を認めた上、自らの本名・津島修治から一字採って「治子」と命名。静子の側は、太宰の子を産んだために親類縁者から義絶を受けたが、太宰からは月額1万円の養育費を送られることを約束された。12月15日、『斜陽』が新潮社より刊行される。
1948年（昭和23年）6月13日、太宰が愛人山崎富栄と入水自殺。8月1日、井伏鱒二、今官一、伊馬春部の訪問を受け、「太宰治ノ名誉及ビ作品ニ関スル言動（ヲ傷ツケルヤウナ言動）（新聞・雑誌ニ談話及ビ手記発表）ヲ一切ツツシムコト」という内容の誓約書を取られ、その引換に『斜陽』改装版の印税10万円を渡される。しかし津島家からの冷遇に耐えかね、10月、この誓約を破る形で『斜陽日記』を刊行。この日記の内容に『斜陽』と重なる部分があまりに多かったため、太宰死後の捏造ではないかとの説を唱えられて悲しんだ。
1950年（昭和25年）11月、『あはれわが歌』をジープ社から刊行。以後は炊事婦や寮母として生計を立て、津島家からの差別待遇に苦しみながらも、静子の男兄弟らの支援・協力も得て娘・治子を育て上げた。
晩年肝臓癌を発症し､当時の医療では手のつけられない状態であったことが発覚。治子らの看護もむなしく、1982年（昭和57年）11月24日、死去。69歳没。

## メディア
- 『斜陽のおもかげ』（日活映画、1967年）- 演：新珠三千代
- 『人間失格 太宰治と3人の女たち』（松竹映画、2019年）- 演：沢尻エリカ
- ETV特集「斜陽への旅」（2009年10月4日 NHK教育テレビ）

## 著書
- 『斜陽日記』石狩書房 1948年
  - 『斜陽日記』小学館文庫 1998年、朝日文庫 2012年
- 『小説太宰治』ハマ書房 1948年
- 『あはれわが歌』ジープ社 1950年

回想
- 太田治子『明るい方へ　父・太宰治と母・太田静子』朝日新聞出版、2009年
増補新版・ちくま文庫、2025年 - 後編は『斜陽日記』